# 101 (getal)
101, zegge honderdeen of honderdeneen  is het natuurlijke getal volgend op 100 en voorafgaand aan 102. Honderd-en-een kan in overdrachtelijke zin ook veel betekenen, net als duizend-en-een in de uitdrukkingen duizend-en-een vragen of duizend-en-een dingen.

## In de wiskunde
101 is
- het zesentwintigste priemgetal
- het vierde irreguliere priemgetal
- een palindroompriemgetal
- een uniek priemgetal (het vorige unieke priemgetal is 37 en het volgende unieke priemgetal is 9091)
- een viervoud plus 1, zodat dit priemgetal volgens de stelling van Fermat over de som van twee kwadraten kan worden geschreven als de som van twee kwadraten: {\displaystyle (1^{2}+10^{2})}

## Overig
101 is ook
- het jaar 101 v.Chr. of het jaar 101 na Chr.
- het aantal honden in de film 101 Dalmatiërs
- Kamer 101 in het boek 1984 van George Orwell
- het minimale aantal toetsen op een computertoetsenbord
- het telefoonnummer van de politie in het Verenigd Koninkrijk, om het alarmnummer 999 te ontlasten.
- het alarmnummer van de politie in België; noodoproepen naar dit nummer worden aangenomen in de provinciale Communicatie- en Informatiecentra
- het atoomnummer van het scheikundig element Mendelevium (Md)
- het huisnummer van Samson en Gert
- een waarde uit de E-reeks E192
- een New beat-project bekend van de hit Rock To The Beat

Taipei 101 was het hoogste gebouw ter wereld.